# Enrique H. Martínez
 Enrique H. Martínez  ( Argentina ?  - 1900, fue un Ministro de la Corte Suprema de Justicia de Argentina.
En junio de 1899, el presidente Julio Argentino Roca lo nombró juez de la Corte Suprema de Justicia de la Nación en reemplazo de Luis Vicente Varela, cargo que ejerció hasta el año siguiente en que falleció.
Compartió la Corte Suprema con Octavio Bunge, Abel Bazán, Benjamín Paz y Juan Eusebio Torrent.